# طرح لوبلین
طرح لوبلین (یا برنامه نیسکو) طرحی از نازی‌ها برای متمرکز کردن یهودیان در اردوگاه‌های بسته در منطقه لوبلین لهستان بود.

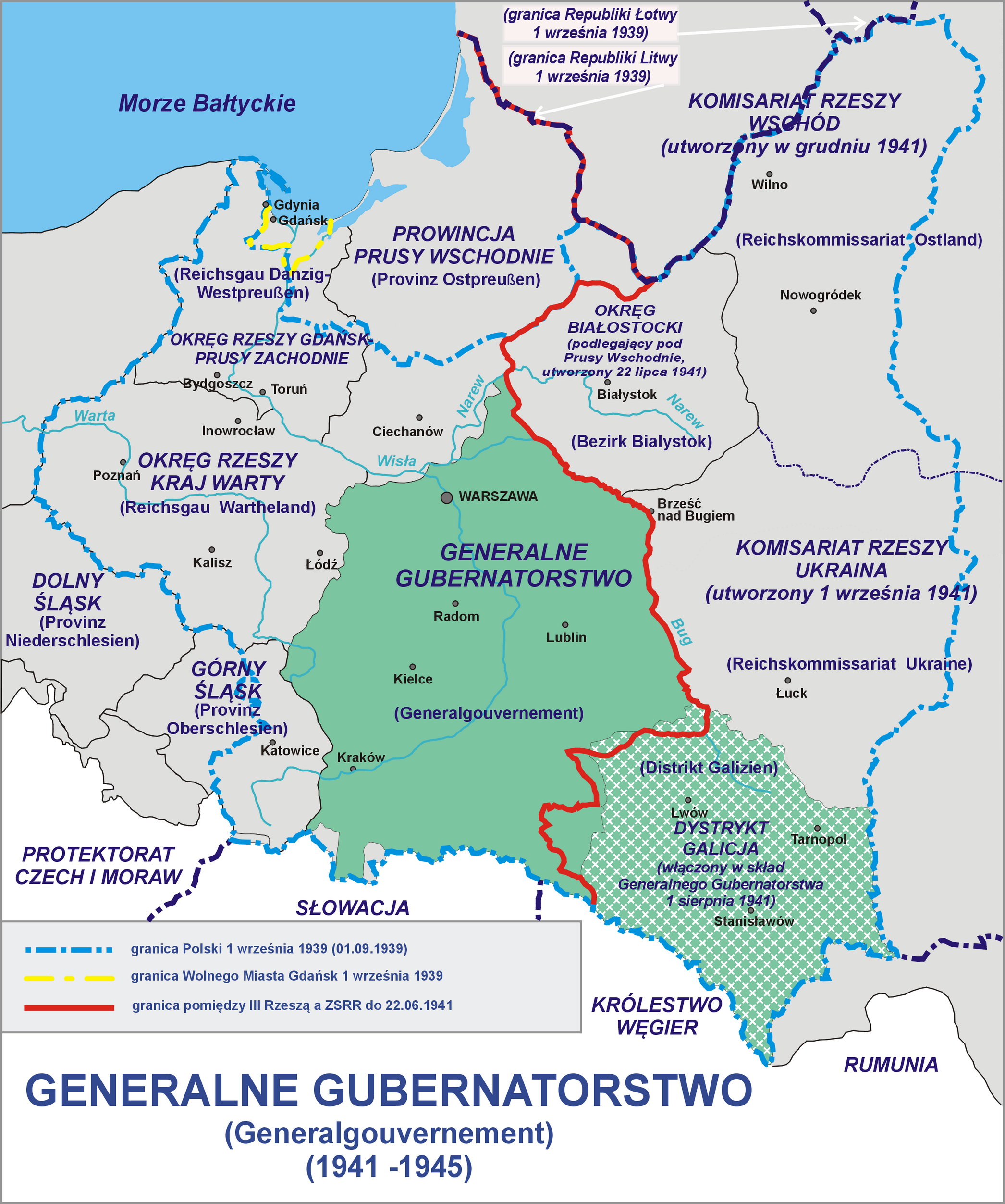
دولت عمومی (Generalgouvernement)

## پیش‌زمینه

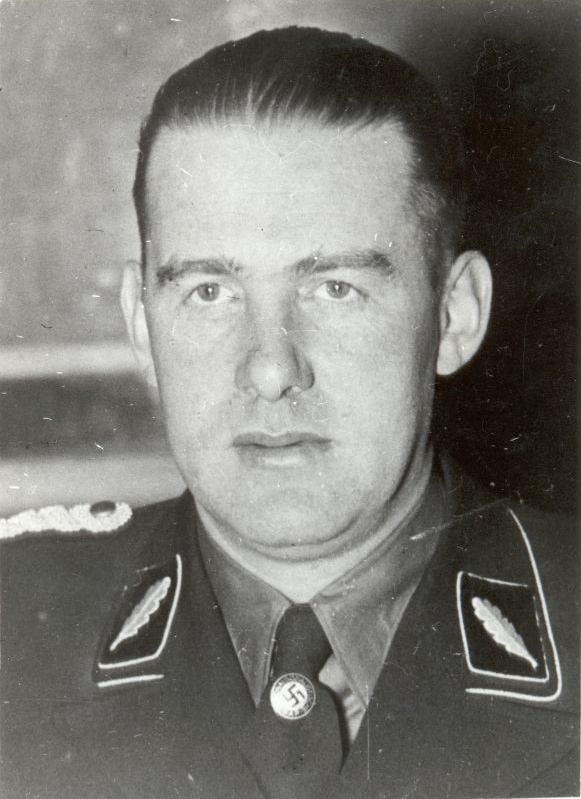
اودیلو گلوبوکنیک، مامور منطقه لوبلین

این برنامه، پیش از راه حل نهایی برای نابودی یهودیان اروپا که فقط با آغاز عملیات باربارُسا در ژوئن ۱۹۴۱ آغاز شد، به اجرا درآمد. در آن زمان نازی‌ها به دنبال راه‌هایی برای خلاص شدن از یهودیان با تبعید آنها به مکان‌های دوردست بودند. طرح مشابه دیگری که بعداً پس از سقوط فرانسه ایجاد شد، طرح ماداگاسکار بود.
کمی پس از حمله به لهستان، هنوز در طول ماه حمله، ایده‌ای مبنی بر متمرکز کردن یهودیان در «رزرو یهودیان» ("Judenreservat" به زبان نازی‌ها) مطرح شد. منطقه انتخابی برای این منظور، منطقه لوبلین بود.

## طرح

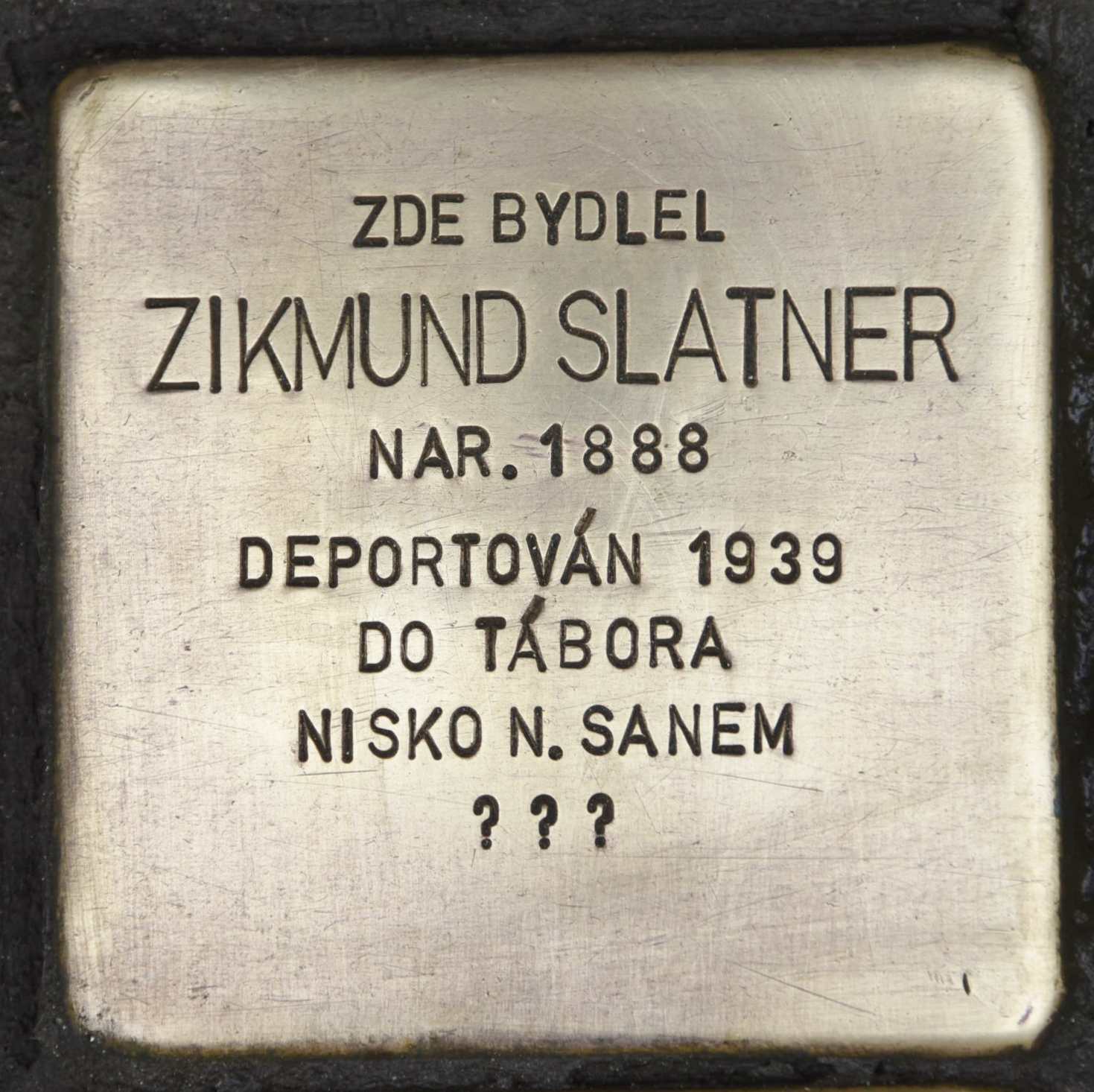
از استراوا به نیسکو تبعید شد

عملیات در ۲۰ اکتبر ۱۹۳۹ ساعت ۲۲:۰۰ آغاز شد و شامل هزار یهودی بود که قرار بود برای کار مناسب باشند و از اُستراوا خارج شدند. تجهیزات لازم برای ساخت خانه‌های چوبی در نیسکو توسط جامعه یهودی فراهم شد و همچنین مواد غذایی برای مدت ۴ هفته به آنها فرستاده شد. از چهارمین محموله یهودیان، خانواده‌های کامل انتخاب شدند. علاوه بر این، هر محموله توسط ۲۵ پلیس تحت فرماندهی یک افسر پلیس همراهی می‌شد تا با اسلحه جلوی هرگونه تلاش برای فرار را بگیرند.

### اردوگاه نیسکو
در اکتبر ۱۹۳۹، آدولف ایشمن شروع به فرستادن یهودیان از وین به لهستان، به اردوگاهی در نزدیکی روستای نیسکو در منطقه لوبلین کرد. در ماه‌های زمستانی پس از آن، یهودیان بیشتری از چکسلواکی (بوهم و موراویا) از مناطق غربی لهستان و از خود آلمان به آن منطقه منتقل شدند تبعیدشدگان در خانه‌های چوبی که خود ساخته بودند زندگی می‌کردند. زندگی در اردوگاه نسبت به وحشت‌های هولوکاست که بعداً رخ داد، خوب بود.
این طرح، که محصول تلاش‌های ایشمن بود، با مشکلات اجرایی مواجه شد. دفتر بالاترین امنیت رایش به زودی تبعیدها را ممنوع کرد. هدف اصلی این طرح بود که ۸۰٬۰۰۰ یهودی تبعید شوند، اما در عمل فقط حدود ۲۰٬۰۰۰ نفر تبعید شدند.
در مارس ۱۹۴۰، هیتلر خود در مورد این راه‌حل ابراز تردید کرد و در آوریل ۱۹۴۰، این طرح لغو شد، اردوگاه تخلیه و بخشی از تبعیدشدگان به محل اصلی خود بازگردانده شدند. از هزار یهودیان تبعیدشده اوستراوا، فقط حدود ۲۸۰ نفر به شهر بازگشتند.
در آوریل ۱۹۴۰، طرح منحل شد و فقط یهودیان لوبلین به گتوی لوبلین تبعید شدند. در طول هولوکاست نازی‌ها اردوگاه‌های کار، اردوگاه‌های توقیف و اردوگاه‌های مرگ بلزک، مایدانک و سوبیبور را در منطقه لوبلین ایجاد کردند.

## دلیل شکست طرح
دلیل اصلی شکست این طرح مخالفت هانس فرانک بود، که از طرف ارتش مسئول منطقه گنرالگوورنمنت (دولت عمومی) بود. مخالفت او ناشی از این نگرانی بود که مبادا انتقال «جمعیت یهودی اروپایی بدبوی» باعث نارضایتی در میان جمعیت لهستانی شود که نگران بودند تبدیل به سطل زباله اروپا شوند و این امر ممکن است منجر به شورش‌هایی شود که می‌تواند برنامه حمله به اتحاد جماهیر شوروی دو سال بعد از طریق لهستان را به خطر بیندازد؛ زیرا برای رسیدن به اتحاد جماهیر شوروی باید تعداد زیادی از سربازان و تجهیزات را از طریق لهستان منتقل کرد و شورش می‌تواند به این روند آسیب بزند.

## اهمیت طرح
اهمیت این طرح در این بود که نازی‌ها فهمیدند مشکل یهودیان را نمی‌توان با تبعید آنها به منطقه‌ای دوردست در اروپا (مانند منطقه نیسکو و لوبلین) حل کرد، بلکه باید آنها را به مکانی دورتر تبعید کرد، مانند ایده در طرح ماداگاسکار.